# Asbecesta nigripennis
Asbecesta nigripennis es un coleóptero de la familia Chrysomelidae. Fue descrita científicamente por primera vez en 1909 por Weise.